# Rukwa (region)
Rukwa – region (mkoa) w Tanzanii.
W 2002 roku region zamieszkiwało 729 060 osób. W 2012 ludność wynosiła 1 004 539 osób, w tym 487 311 mężczyzn i 517 228 kobiet, zamieszkałych w 199 766 gospodarstwach domowych.
Region podzielony jest na 5 jednostek administracyjnych drugiego rzędu (dystryktów):
- Igunga District Council
- Kalambo District Council
- Sumbawanga Municipal Council
- Sumbawanga District Council
- Nkasi District Council